# Ahmed Yasavi
Khoja Ahmed Yasavi (ouzbek : Xoja Ahmad Yasaviy / Хожа Аҳмад Ясавий / خاجە ئەحمەد يەسەۋىي ; kazakh : Қожа Ахмет Ясауи / Qoja Axmet Yasawï / قوجا احمەت ياساۋٸ ; turkmène : Ahmet Ýasawy, Ахмет Ясавы, آحمِت يَسَویٛ ; turc : Ahmet Yesevi) ou Khoja Ahmad Yasawi fut un poète soufi né en 1093[réf. souhaitée] à Sayram et mort en 1166 à Yasi, l’actuelle Turkestan au Kazakhstan.

## Biographie
Ahmed Yasavi fut l'un des premiers à exercer une influence puissante sur le développement des ordres mystiques dans l’ensemble des pays de langues turciques. 
Il fut également le fondateur de la première Tariqa (ordre) turc, la Yasaviyya Yasawiyya Yeseviye), laquelle a joué un rôle très important dans la vie spirituelle de l'Asie centrale. Ahmed Yasavi a eu un impact fondamental sur l'alévisme.
On connaît très peu de choses sur sa vie, mais des légendes indiquent que son père mourut quand il était un garçonnet et que sa famille partit à Yasi. Il fit de la ville le principal centre d’études des steppes kazakhes, puis se retira du monde pour mener une vie contemplative à 63 ans. Il creusa de ses mains une cellule souterraine où il passa le reste de sa vie.
Il a laissé un corpus de poèmes mystiques, les hikmāt, parmi lesquels il n'est cependant pas possible de distinguer ceux qui furent écrits par Yasavi lui-même de ceux de ses disciples et admirateurs.
Un mausolée fut ultérieurement construit à Yasi sur le site de sa tombe sur l’ordre de Tamerlan.

## Postérité
Ahmed Yasavi est une figure fondatrice de la littérature d'Asie centrale. Au XIXe siècle, il est admiré par le mouvement réformateur jadidi, qui exalte son supposé nationalisme en s'appuyant sur le vers « Otim Ahmad, Turkistāndir èlim mening » (« Mon nom est Ahmad, ma patrie est le Turkestan »). Sous l'URSS, Ahmed Yasavi est au contraire dénoncé comme un penseur « réactionnaire ».
Après leur indépendance, il est réhabilité est récupéré par les républiques d'Asie centrale qui insistent sur ses qualités humaines et laïques en évacuant sa dimension mystique. Les hikmāt sont considérés comme un code de bonne conduite capable de remplacer les valeurs soviétiques.